# 2. ŽNL Osječko-baranjska NS Đakovo 2004./05.
Ligu je osvojio NK Ratar Piškorevci, ali kroz kvalifikacije za 1. ŽNL Osječko-baranjsku nije uspio izboriti plasman u viši rang. Iz lige je u 3. ŽNL Osječko-baranjsku NS Đakovo ispao NK Slavonac Preslatinci.

## Tablica
| Mj. | Klub                               | Sus. | Pobj. | Nerj. | Por. | GR.   | Bod. | 2005./06.                                                                               |
| --- | ---------------------------------- | ---- | ----- | ----- | ---- | ----- | ---- | --------------------------------------------------------------------------------------- |
| 1.  | NK Ratar Piškorevci                | 26   | 17    | 4     | 5    | 67:28 | 55   | Kvalifikacije za 1. ŽNL Osječko-baranjska (neuspjeh) 2. ŽNL Osječko-baranjska NS Đakovo |
| 2.  | NK Hajduk Široko Polje             | 26   | 16    | 4     | 6    | 50:28 | 52   | 2. ŽNL Osječko-baranjska NS Đakovo                                                      |
| 3.  | NK Mladost Đakovačka Satnica       | 26   | 14    | 7     | 5    | 71:27 | 49   | 2. ŽNL Osječko-baranjska NS Đakovo                                                      |
| 4.  | NK Slavonija Budrovci              | 26   | 14    | 4     | 8    | 43:38 | 46   | 2. ŽNL Osječko-baranjska NS Đakovo                                                      |
| 5.  | NK Torpedo Kuševac                 | 26   | 12    | 6     | 8    | 50:31 | 42   | 2. ŽNL Osječko-baranjska NS Đakovo                                                      |
| 6.  | NK Kešinci                         | 26   | 10    | 10    | 6    | 40:36 | 40   | 2. ŽNL Osječko-baranjska NS Đakovo                                                      |
| 7.  | NK Omladinac Josipovac Punitovački | 26   | 11    | 4     | 11   | 66:50 | 37   | 2. ŽNL Osječko-baranjska NS Đakovo                                                      |
| 8.  | NK Polet Semeljci                  | 26   | 11    | 3     | 12   | 51:52 | 36   | 2. ŽNL Osječko-baranjska NS Đakovo                                                      |
| 9.  | NK HOŠK Gašinci                    | 26   | 9     | 5     | 12   | 25:42 | 32   | 2. ŽNL Osječko-baranjska NS Đakovo                                                      |
| 10. | NK Velebit Potnjani                | 26   | 8     | 6     | 12   | 31:51 | 30   | 2. ŽNL Osječko-baranjska NS Đakovo                                                      |
| 11. | NK Ovčara Kondrić                  | 26   | 8     | 3     | 15   | 60:74 | 27   | 2. ŽNL Osječko-baranjska NS Đakovo                                                      |
| 12. | NK Sloga Koritna                   | 26   | 7     | 4     | 15   | 43:65 | 25   | 2. ŽNL Osječko-baranjska NS Đakovo                                                      |
| 13. | NK Slavonija Punitovci             | 26   | 6     | 5     | 15   | 40:76 | 23   | 2. ŽNL Osječko-baranjska NS Đakovo                                                      |
| 14. | NK Slavonac Preslatinci            | 26   | 4     | 5     | 17   | 35:74 | 17   | 3. ŽNL Osječko-baranjska NS Đakovo                                                      |

## Rezultati
| 1. kolo NK Velebit Potnjani - NK Omladinac Josipovac Punitovački 1:0 NK Ovčara Kondrić - NK HOŠK Gašinci 0:0 NK Torpedo Kuševac - NK Polet Semeljci 3:2 NK Hajduk Široko Polje - NK Slavonac Preslatinci 2:1 NK Kešinci - NK Mladost Đakovačka Satnica 1:1 NK Sloga Koritna - NK Ratar Piškorevci 2:4 NK Slavonija Punitovci - NK Slavonija Budrovci 1:0  | 2. kolo NK Slavonija Punitovci - NK Sloga Koritna 1:1 NK Ratar Piškorevci - NK Kešinci 1:2 NK Mladost Đakovačka Satnica - NK Hajduk Široko Polje 2:1 NK Slavonac Preslatinci - NK Torpedo Kuševac 0:2 NK Polet Semeljci - NK Ovčara Kondrić 3:1 NK HOŠK Gašinci - NK Velebit Potnjani 4:1 NK Slavonija Budrovci - NK Omladinac Josipovac Punitovački 2:2  | 3. kolo NK Kešinci - NK Slavonija Punitovci 3:1 NK Hajduk Široko Polje - NK Ratar Piškorevci 1:0 NK Torpedo Kuševac - NK Mladost Đakovačka Satnica 2:2 NK Ovčara Kondrić - NK Slavonac Preslatinci 4:3 NK Velebit Potnjani - NK Polet Semeljci 2:1 NK Omladinac Josipovac Punitovački - NK HOŠK Gašinci 5:0 NK Sloga Koritna - NK Slavonija Budrovci 2:3  |
| 4. kolo NK Slavonija Punitovci - NK Hajduk Široko Polje 2:5 NK Sloga Koritna - NK Kešinci 0:1 NK Ratar Piškorevci - NK Torpedo Kuševac 2:1 NK Mladost Đakovačka Satnica - NK Ovčara Kondrić 4:2 NK Slavonac Preslatinci - NK Velebit Potnjani 2:2 NK Polet Semeljci - NK Omladinac Josipovac Punitovački 4:1 NK Slavonija Budrovci - NK HOŠK Gašinci 2:0  | 5. kolo NK Torpedo Kuševac - NK Slavonija Punitovci 3:0 NK Hajduk Široko Polje - NK Sloga Koritna 4:0 NK Ovčara Kondrić - NK Ratar Piškorevci 3:3 NK Velebit Potnjani - NK Mladost Đakovačka Satnica 0:0 NK Omladinac Josipovac Punitovački - NK Slavonac Preslatinci 7:0 NK HOŠK Gašinci - NK Polet Semeljci 1:0 NK Kešinci - NK Slavonija Budrovci 2:2  | 6. kolo NK Slavonija Punitovci - NK Ovčara Kondrić 3:2 NK Sloga Koritna - NK Torpedo Kuševac 0:4 NK Kešinci - NK Hajduk Široko Polje 2:0 NK Ratar Piškorevci - NK Velebit Potnjani 5:0 NK Mladost Đakovačka Satnica - NK Omladinac Josipovac Punitovački 5:0 NK Slavonac Preslatinci - NK HOŠK Gašinci 1:1 NK Slavonija Budrovci - NK Polet Semeljci 1:4  |
| 7. kolo NK Velebit Potnjani - NK Slavonija Punitovci 0:1 NK Ovčara Kondrić - NK Sloga Koritna 3:2 NK Torpedo Kuševac - NK Kešinci 2:1 NK Omladinac Josipovac Punitovački - NK Ratar Piškorevci 0:3 NK HOŠK Gašinci - NK Mladost Đakovačka Satnica 0:2 NK Polet Semeljci - NK Slavonac Preslatinci 3:1 NK Hajduk Široko Polje - NK Slavonija Budrovci 1:0  | 8. kolo NK Slavonija Punitovci - NK Omladinac Josipovac Punitovački 3:2 NK Sloga Koritna - NK Velebit Potnjani 4:1 NK Kešinci - NK Ovčara Kondrić 2:2 NK Hajduk Široko Polje - NK Torpedo Kuševac 1:0 NK Ratar Piškorevci - NK HOŠK Gašinci 3:1 NK Mladost Đakovačka Satnica - NK Polet Semeljci 4:1 NK Slavonija Budrovci - NK Slavonac Preslatinci 2:0  | 9. kolo NK HOŠK Gašinci - NK Slavonija Punitovci 3:2 NK Omladinac Josipovac Punitovački - NK Sloga Koritna 5:1 NK Velebit Potnjani - NK Kešinci 2:1 NK Ovčara Kondrić - NK Hajduk Široko Polje 2:3 NK Polet Semeljci - NK Ratar Piškorevci 4:1 NK Slavonac Preslatinci - NK Mladost Đakovačka Satnica 0:12 NK Torpedo Kuševac - NK Slavonija Budrovci 3:0 |
| 10. kolo NK Slavonija Punitovci - NK Polet Semeljci 1:2 NK Sloga Koritna - NK HOŠK Gašinci 1:0 NK Kešinci - NK Omladinac Josipovac Punitovački 2:2 NK Hajduk Široko Polje - NK Velebit Potnjani 2:2 NK Torpedo Kuševac - NK Ovčara Kondrić 3:5 NK Ratar Piškorevci - NK Slavonac Preslatinci 5:0 NK Slavonija Budrovci - NK Mladost Đakovačka Satnica 3:2 | 11. kolo NK Slavonac Preslatinci - NK Slavonija Punitovci 8:1 NK Polet Semeljci - NK Sloga Koritna 2:0 NK HOŠK Gašinci - NK Kešinci 0:1 NK Omladinac Josipovac Punitovački - NK Hajduk Široko Polje 2:3 NK Velebit Potnjani - NK Torpedo Kuševac 2:2 NK Mladost Đakovačka Satnica - NK Ratar Piškorevci 2:0 NK Ovčara Kondrić - NK Slavonija Budrovci 0:2 | 12. kolo NK Slavonija Punitovci - NK Mladost Đakovačka Satnica 1:1 NK Sloga Koritna - NK Slavonac Preslatinci 1:1 NK Kešinci - NK Polet Semeljci 2:0 NK Hajduk Široko Polje - NK HOŠK Gašinci 2:0 NK Torpedo Kuševac - NK Omladinac Josipovac Punitovački 2:0 NK Ovčara Kondrić - NK Velebit Potnjani 1:0 NK Slavonija Budrovci - NK Ratar Piškorevci 2:0 |
| 13. kolo NK Ratar Piškorevci - NK Slavonija Punitovci 3:1 NK Mladost Đakovačka Satnica - NK Sloga Koritna 5:0 NK Slavonac Preslatinci - NK Kešinci 2:1 NK Polet Semeljci - NK Hajduk Široko Polje 1:2 NK HOŠK Gašinci - NK Torpedo Kuševac 0:4 NK Omladinac Josipovac Punitovački - NK Ovčara Kondrić 5:3 NK Velebit Potnjani - NK Slavonija Budrovci 0:4 | 14. kolo NK Omladinac Josipovac Punitovački - NK Velebit Potnjani 2:0 NK HOŠK Gašinci - NK Ovčara Kondrić 2:1 NK Polet Semeljci - NK Torpedo Kuševac 0:3 NK Slavonac Preslatinci - NK Hajduk Široko Polje 0:1 NK Mladost Đakovačka Satnica - NK Kešinci 1:1 NK Ratar Piškorevci - NK Sloga Koritna 2:0 NK Slavonija Budrovci - NK Slavonija Punitovci 1:1 | 15. kolo NK Sloga Koritna - NK Slavonija Punitovci 1:1 NK Kešinci - NK Ratar Piškorevci 0:0 NK Hajduk Široko Polje - NK Mladost Đakovačka Satnica 1:0 NK Torpedo Kuševac - NK Slavonac Preslatinci 0:0 NK Ovčara Kondrić - NK Polet Semeljci 5:4 NK Velebit Potnjani - NK HOŠK Gašinci 0:1 NK Omladinac Josipovac Punitovački - NK Slavonija Budrovci 5:1 |
| 16. kolo NK Slavonija Punitovci - NK Kešinci 1:1 NK Ratar Piškorevci - NK Hajduk Široko Polje 1:1 NK Mladost Đakovačka Satnica - NK Torpedo Kuševac 2:1 NK Slavonac Preslatinci - NK Ovčara Kondrić 2:0 NK Polet Semeljci - NK Velebit Potnjani 1:1 NK HOŠK Gašinci - NK Omladinac Josipovac Punitovački 1:1 NK Slavonija Budrovci - NK Sloga Koritna 3:1 | 17. kolo NK Hajduk Široko Polje - NK Slavonija Punitovci 4:1 NK Kešinci - NK Sloga Koritna 1:1 NK Torpedo Kuševac - NK Ratar Piškorevci 1:1 NK Ovčara Kondrić - NK Mladost Đakovačka Satnica 1:6 NK Velebit Potnjani - NK Slavonac Preslatinci 2:1 NK Omladinac Josipovac Punitovački - NK Polet Semeljci 2:1 NK HOŠK Gašinci - NK Slavonija Budrovci 0:1 | 18. kolo NK Slavonija Punitovci - NK Torpedo Kuševac 3:1 NK Sloga Koritna - NK Hajduk Široko Polje 3:0 NK Ratar Piškorevci - NK Ovčara Kondrić 1:0 NK Mladost Đakovačka Satnica - NK Velebit Potnjani 0:0 NK Slavonac Preslatinci - NK Omladinac Josipovac Punitovački 1:4 NK Polet Semeljci - NK HOŠK Gašinci 2:2 NK Slavonija Budrovci - NK Kešinci 1:1 |
| 19. kolo NK Ovčara Kondrić - NK Slavonija Punitovci 3:2 NK Torpedo Kuševac - NK Sloga Koritna 4:1 NK Hajduk Široko Polje - NK Kešinci 0:0 NK Velebit Potnjani - NK Ratar Piškorevci 0:3 NK Omladinac Josipovac Punitovački - NK Mladost Đakovačka Satnica 1:1 NK HOŠK Gašinci - NK Slavonac Preslatinci 2:1 NK Polet Semeljci - NK Slavonija Budrovci 1:0 | 20. kolo NK Slavonija Punitovci - NK Velebit Potnjani 3:4 NK Sloga Koritna - NK Ovčara Kondrić 6:5 NK Kešinci - NK Torpedo Kuševac 2:0 NK Ratar Piškorevci - NK Omladinac Josipovac Punitovački 5:1 NK Mladost Đakovačka Satnica - NK HOŠK Gašinci 4:0 NK Slavonac Preslatinci - NK Polet Semeljci 1:1 NK Slavonija Budrovci - NK Hajduk Široko Polje 2:1 | 21. kolo NK Omladinac Josipovac Punitovački - NK Slavonija Punitovci 6:0 NK Velebit Potnjani - NK Sloga Koritna 4:2 NK Ovčara Kondrić - NK Kešinci 9:2 NK Torpedo Kuševac - NK Hajduk Široko Polje 1:1 NK HOŠK Gašinci - NK Ratar Piškorevci 1:3 NK Polet Semeljci - NK Mladost Đakovačka Satnica 2:1 NK Slavonac Preslatinci - NK Slavonija Budrovci 2:4 |
| 22. kolo NK Slavonija Punitovci - NK HOŠK Gašinci 1:3 NK Sloga Koritna - NK Omladinac Josipovac Punitovački 3:1 NK Kešinci - NK Velebit Potnjani 3:0 NK Hajduk Široko Polje - NK Ovčara Kondrić 4:1 NK Ratar Piškorevci - NK Polet Semeljci 2:0 NK Mladost Đakovačka Satnica - NK Slavonac Preslatinci 5:1 NK Slavonija Budrovci - NK Torpedo Kuševac 1:0 | 23. kolo NK Polet Semeljci - NK Slavonija Punitovci 7:3 NK HOŠK Gašinci - NK Sloga Koritna 1:0 NK Omladinac Josipovac Punitovački - NK Kešinci 4:1 NK Velebit Potnjani - NK Hajduk Široko Polje 2:1 NK Ovčara Kondrić - NK Torpedo Kuševac 1:0 NK Slavonac Preslatinci - NK Ratar Piškorevci 1:3 NK Mladost Đakovačka Satnica - NK Slavonija Budrovci 3:0 | 24. kolo NK Slavonija Punitovci - NK Slavonac Preslatinci 3:0 NK Sloga Koritna - NK Polet Semeljci 6:3 NK Kešinci - NK HOŠK Gašinci 3:0 NK Hajduk Široko Polje - NK Omladinac Josipovac Punitovački 3:2 NK Torpedo Kuševac - NK Velebit Potnjani 3:0 NK Ratar Piškorevci - NK Mladost Đakovačka Satnica 5:0 NK Slavonija Budrovci - NK Ovčara Kondrić 4:3 |
| 25. kolo NK Mladost Đakovačka Satnica - NK Slavonija Punitovci 4:0 NK Slavonac Preslatinci - NK Sloga Koritna 4:2 NK Polet Semeljci - NK Kešinci 2:0 NK HOŠK Gašinci - NK Hajduk Široko Polje 1:0 NK Omladinac Josipovac Punitovački - NK Torpedo Kuševac 3:4 NK Velebit Potnjani - NK Ovčara Kondrić 5:3 NK Ratar Piškorevci - NK Slavonija Budrovci 3:1 | 26. kolo NK Slavonija Punitovci - NK Ratar Piškorevci 3:8 NK Sloga Koritna - NK Mladost Đakovačka Satnica 3:2 NK Kešinci - NK Slavonac Preslatinci 4:2 NK Hajduk Široko Polje - NK Polet Semeljci 6:0 NK Torpedo Kuševac - NK HOŠK Gašinci 1:1 NK Ovčara Kondrić - NK Omladinac Josipovac Punitovački 0:3 NK Slavonija Budrovci - NK Velebit Potnjani 1:0 | |